# Exema gibber
Exema gibber är en skalbaggsart som först beskrevs av Fabricius 1798.  Exema gibber ingår i släktet Exema och familjen bladbaggar. Inga underarter finns listade i Catalogue of Life.